# Jeff Madrigali
Geoffrey Madrigali –conocido como Jeff Madrigali– (Walnut Creek, 8 de abril de 1956) es un deportista estadounidense que compitió en vela en la clase Soling. 
Participó en dos Juegos Olímpicos de Verano, en los años 1996 y 2000, obteniendo una medalla de bronce en Atlanta 1996, en la clase Soling (junto con James Barton y Kent Massey). Ganó dos medallas en el Campeonato Mundial de Soling, oro en 2000 y bronce en 1994.

## Palmarés internacional
| \| Juegos Olímpicos \| Juegos Olímpicos \| Juegos Olímpicos \| Juegos Olímpicos \| \| Año \| Lugar \| Medalla \| Clase \| \| ------------------ \| ------------------------ \| ----------------- \| ---------------- \| \| 1996 \| Atlanta (Estados Unidos) \| Medalla de bronce \| Soling \| \| Campeonato Mundial \| \| \| \| \| Año \| Lugar \| Medalla \| Clase \| \| 1994 \| Helsinki (Finlandia) \| Medalla de bronce \| Soling \| \| 2000 \| Murcia (España) \| Medalla de oro \| Soling \| |                          |                   |        |
| Juegos Olímpicos |                          |                   |        |
| Año | Lugar                    | Medalla           | Clase  |
| 1996 | Atlanta (Estados Unidos) | Medalla de bronce | Soling |
| Campeonato Mundial |                          |                   |        |
| Año | Lugar                    | Medalla           | Clase  |
| 1994 | Helsinki (Finlandia)     | Medalla de bronce | Soling |
| 2000 | Murcia (España)          | Medalla de oro    | Soling |